# Picnic Point–North Lynnwood
Picnic Point–North Lynnwood az Amerikai Egyesült Államok északnyugati részén, Washington állam Snohomish megyéjében elhelyezkedő egykori statisztikai település, amelyet a 2010-es népszámláláskor szétválasztottak Picnic Point és North Lynnwood településekre, egy része pedig Meadowdale-hez került. A 2000. évi népszámláláskor 22 953 lakosa volt.

## Fordítás
- Ez a szócikk részben vagy egészben  a   Picnic Point-North Lynnwood című angol Wikipédia-szócikk ezen változatának fordításán alapul.  Az eredeti cikk szerkesztőit annak laptörténete sorolja fel. Ez a jelzés csupán a megfogalmazás eredetét és a szerzői jogokat jelzi, nem szolgál a cikkben szereplő információk forrásmegjelöléseként.